# Виґон (Західнопоморське воєводство)
Виґон (пол. Wygon, нім. Langenfuhr) — село в Польщі, у гміні Бежвник Хощенського повіту Західнопоморського воєводства.
Населення — 289 осіб (2011).
У 1975-1998 роках село належало до Гожовського воєводства.

## Демографія
Демографічна структура станом на 31 березня 2011 року:
|          | Загалом | Допрацездатний вік | Працездатний вік | Постпрацездатний вік |
| -------- | ------- | ------------------ | ---------------- | -------------------- |
| Чоловіки | 156     | 34                 | 110              | 12                   |
| Жінки    | 133     | 24                 | 81               | 28                   |
| Разом    | 289     | 58                 | 191              | 40                   |